# Nave da carico

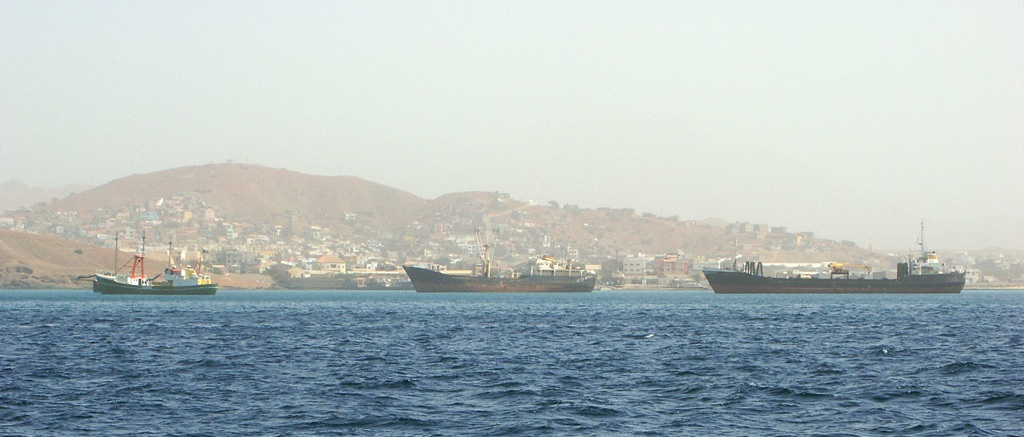
Navi da carico alla fonda

Sono navi da carico o navi da trasporto o cargo le navi, di qualsiasi forma e dimensione, che trasportano merci tra i diversi porti. Sono migliaia le navi di questo tipo che solcano ogni giorno le acque del mondo costituendo la spina dorsale del commercio internazionale.

## Descrizione
"Navi da carico" è un termine generale: esistono infatti le cosiddette navi da carico generale, dette anche in inglese general cargo (si vedano le navi della classe Liberty), che rientrano nel grande gruppo delle navi mercantili, ma che per loro natura sono destinate ad un carico "generale". Oggetto negli ultimi decenni di una forte riduzione nel numero, queste navi stanno scomparendo lasciando spazio al trasporto container tramite le portacontenitori. Sempre meno navi di questo tipo vengono costruite, poiché si preferisce investire nel trasporto tramite grandi navi realizzate nello specifico per un preciso carico.
Le navi da carico generale hanno rappresentato la spina dorsale del trasporto via mare, in tempo di guerra e pace, per buona parte del XX secolo; lentamente sono state sostituite da navi più moderne, prima dalle petroliere (ad esempio le petroliere T2), in seguito dalle portarinfuse, ed infine dalle portacontenitori.  All'interno di questa grande tipologia si possono ritrovare poi classi specifiche di navi specializzate in un solo tipo di trasporto, come le petroliere o le portacontainer.
Questa tipologia di nave ha accompagnato l'umanità fin dai primordi. I primi documenti che riguardano l'attività marittima, risalenti al primo millennio a.C., parlano già dell'uso di navi quale mezzo per lo scambio delle merci. I fenici realizzarono un impero commerciale nel Mediterraneo utilizzando le navi; le Repubbliche Marinare italiane fondarono sul trasporto via mare delle merci la loro fortuna; e così via fino ai nostri giorni.
Le navi da carico sono di moltissime dimensioni e possono, a seconda del tipo, essere equipaggiate anche con gru per il carico o lo scarico delle merci. La denominazione "Cargo" identifica ormai ogni nave di questo tipo, ma in realtà questa si riferisce solo alle merci effettivamente trasportate a bordo: il termine che indica il nolo che la nave riceve per il trasporto effettuato viene indicato con "Freight" (carico).

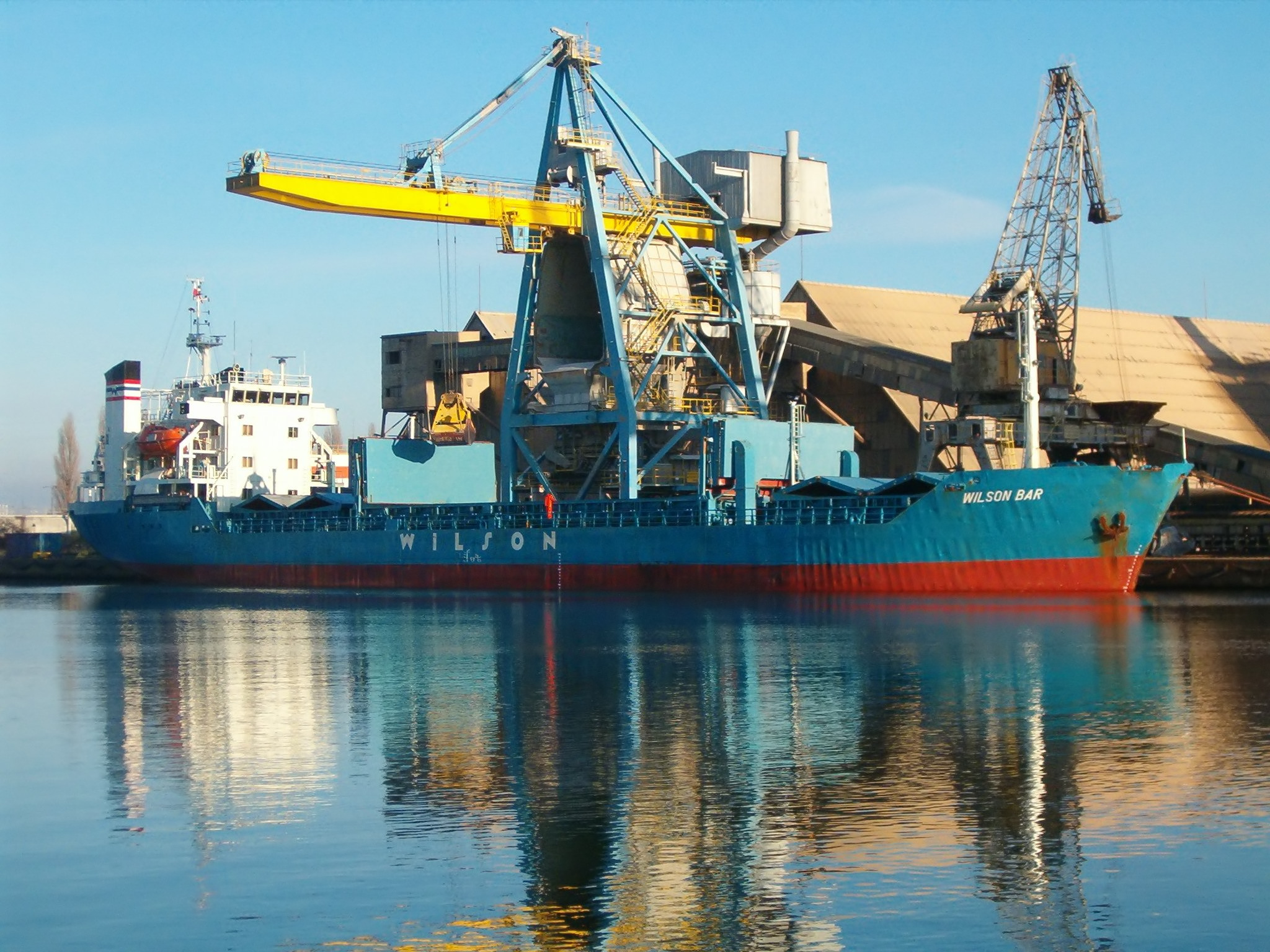
Un cargo nel cantiere del porto di Danzica

Le navi da carico possono essere gestite da grandi compagnie di navigazione, ed è il caso delle navi di maggiori dimensioni, o essere proprietà dell'operatore stesso. Le navi tipo Liberty, realizzate dagli alleati nella seconda guerra mondiale, sono tra le navi da carico più celebri. Le parti che costituivano queste navi venivano prefabbricate in varie località, non necessariamente costiere, di tutti gli Stati Uniti; solo l'assemblaggio avveniva nei veri e propri cantieri navali. In questo modo si potevano costruire navi con una velocità eccezionale che poteva arrivare anche a soli 4 giorni. Con queste navi gli alleati riuscirono a mantenere aperti i canali di rifornimento in ogni scacchiere della seconda guerra mondiale.
Durante tutta la loro storia le navi da carico e loro equipaggi dovettero fare i conti con i pirati: per questo molte navi da carico venivano armate con cannoni e altre armi di difesa. Oggi la pirateria rimane presente in alcune zone del mondo. Nel 2004 i governi di Indonesia, Singapore e Malaysia, nazioni che si affacciano sullo Stretto di Malacca, zona di passaggio obbligato e nella quale si sono verificati atti di pirateria, hanno raggiunto un accordo per migliorare la protezione delle navi da trasporto che vi transitano.